# Onthophagiellus
Onthophagiellus là một chi bọ cánh cứng thuộc họ Scarabaeidae.